# Дженніфер Консейсан
Дженніфер Консейсан (порт. Jhennifer Conceição, 13 червня 1997) — бразильська плавчиня.
Учасниця Олімпійських Ігор 2016 року.
Переможниця Панамериканських ігор 2019 року, призерка 2015 року.
Переможниця літньої Універсіади 2019 року.